# روماريو دا سيلفا سانتوس
روماريو دا سيلفا سانتوس هو لاعب كرة قدم برازيلي في مركز الدفاع، ولد في 18 ديسمبر 1993 في سالفادور في البرازيل. شارك مع منتخب البرازيل تحت 17 سنة لكرة القدم. أما مع النوادي، فقد لعب مع نادي فيتوريا ونادي هوفنهايم.

## وصلات خارجية
- روماريو دا سيلفا سانتوس على موقع قاعدة بيانات كرة القدم.إي يو (الإنجليزية)
- روماريو دا سيلفا سانتوس على موقع Soccerway.com (الإنجليزية)